# Intelsat 20
O Intelsat 20 (IS-20) é um satélite de comunicação geoestacionário construído pela Space Systems/Loral (SS/L). Ele está localizado na posição orbital de 68,5 graus de longitude leste e é de propriedade da Intelsat, empresa sediada atualmente em Luxemburgo. O satélite foi baseado na plataforma LS-1300 e sua expectativa de vida útil é de 15 anos.

## Lançamento
O satélite foi lançado com sucesso ao espaço no dia 2 de agosto de 2012 às 20:54 UTC, por meio de um veículo Ariane 5 ECA lançado a partir do Centro Espacial de Kourou, na Guiana Francesa, juntamente com o satélite HYLAS 2. Ele tinha uma massa de lançamento de 6 094 kg.

## Capacidade e cobertura
O Intelsat 20 é equipado com 24 transponders em banda C, 54 em banda Ku e um em banda Ka  para fornecer uma ampla gama de telecomunicações, vídeo, voz e serviços de transmissão de dados para a Ásia, África, Oriente Médio, Europa. Substituiu o Intelsat 7 e o Intelsat 10 na posição orbital de 68,5 graus leste.